# Exhumaciones del Valle de los Caídos
Las exhumaciones del Valle de los Caídos fueron confirmadas por el Patrimonio Nacional de España en noviembre de 2019.
El 12 de noviembre de 2019 el Consejo de Patrimonio Nacional, representando al gobierno de España, aseguró que realizaría trabajos de exhumación de cadáveres de difuntos que participaron en el bando gubernamental de la Segunda República durante la guerra civil de 1936 a 1939. En específico los trabajos forenses iniciarán posterior a las fechas de fin de año, en 31 criptas republicanas y se desarrollarán en todo el 2020.
Las exhumaciones se llevan a cabo posterior a la exhumación del dictador Francisco Franco el 24 de octubre. Según Patrimonio Nacional las exhumaciones de combatientes republicanos no tienen relación con la del general, pues los planes de exhumaciones ya se tenían desde 2016 por sentencia judiciales.

### Preparativos
El Instituto de Ciencias de la Construcción Eduardo Torroja en julio de 2016 fue encargado de hacer una valorización de las criptas, aunque en 2017 sus trabajos fueron suspendidos por pedido de la administración de Patramimonio Nacional para volver a ser reanudadas el 10 de abril de 2018.

## Contexto

### Acuerdos para las exhumaciones

Los exhumados fueron milicianos que lucharon a favor de la Segunda República Española en la guerra civil.

Patrimonio Nacional informó que el 1 de octubre se llegó a un acuerdo con familias que pidieron realizar 31 desentierros de participantes republicanos de la guerra civil española, destacando el de los hermanos lapeñas, que desde 2016, la justicia española ordenó retirar los cuerpos de los hermanos del Valle.

### Inicio de las exhumaciones
Se informó que los trabajos se iniciarían posterior a la fecha de Navidad de 2019, para avanzar todo el 2020. En total son 31 los cuerpos que serán exhumados:

El Consejo de Administración de Patrimonio Nacional ha acordado las actuaciones que se van a llevar a cabo en las criptas adyacentes a las Capillas de la Basílica de la Santa Cruz del Valle de los Caídos para realizar otras 31 exhumaciones.